# طفح حصبي

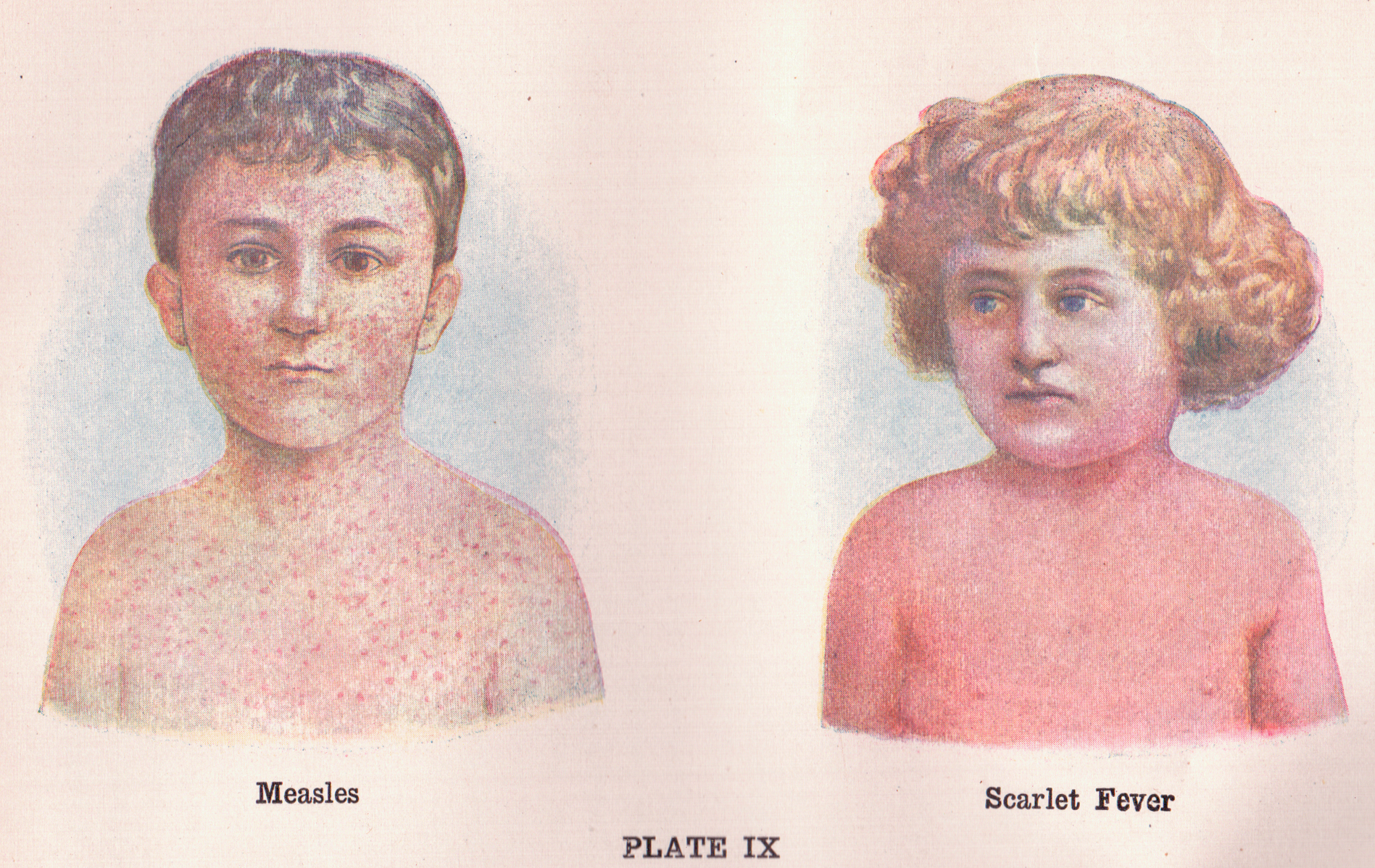

الطفح الحصبي (بالإنجليزية: Morbilliform)‏ هو طفح جلدي يشبه الطفح الذي يظهر في الحصبة. يتكون الطفح من آفات حمراء قطرها يتراوح بين 2 إلى 10 ملم.
يظهر الطفح عند الإصابة بالحصبة، لكن قد تحدث الإصابة بمتلازمة أو عدوى فتظهر ذات الأعراض مثلما يحصل في داء كاواساكي والحبرات السحائية وحمى الضنك ومتلازمة وترهاوس فريدريكسن والزهري الولادي والحصبة الألمانية وفيروس إيكو 9 وفرط التحسس للأدوية خاصة كما يحصل في مضادات الفيروسات القهقرية مثل أباكافير ونيفيرابين وأدوية الصرع مثل فينيتوين.